# Hemisorubim platyrhynchos
Hemisorubim platyrhynchos és una espècie de peix de la família dels pimelòdids i de l'ordre dels siluriformes.

## Morfologia
- Els mascles poden assolir 52,5 cm de longitud total[1] i 1.470 g de pes.[2][3]

## Alimentació
Menja peixos i organismes bentònics.

## Hàbitat
És un peix d'aigua dolça i de clima subtropical (20 °C-22 °C).

## Distribució geogràfica
Es troba a Sud-amèrica: conques dels rius Amazones, Maroni, Orinoco i Paranà.